# Lijst van gemeenten in het departement Bas-Rhin
Hieronder volgt een lijst van de 526 gemeenten (communes) in het Franse departement Bas-Rhin (departement 67).

## A
Achenheim
- Adamswiller
- Albé
- Allenwiller
- Alteckendorf
- Altenheim
- Altorf
- Altwiller
- Andlau
- Artolsheim
- Aschbach
- Asswiller
- Auenheim
- Avolsheim

## B
Baerendorf
- Balbronn
- Baldenheim
- Barembach
- Barr
- Bassemberg
- Batzendorf
- Beinheim
- Bellefosse
- Belmont
- Benfeld
- Berg
- Bergbieten
- Bernardswiller
- Bernardvillé
- Bernolsheim
- Berstett
- Berstheim
- Betschdorf
- Bettwiller
- Biblisheim
- Bietlenheim
- Bilwisheim
- Bindernheim
- Birkenwald
- Bischheim
- Bischholtz
- Bischoffsheim
- Bischwiller
- Bissert
- Bitschhoffen
- Blaesheim
- Blancherupt
- Blienschwiller
- Bœrsch
- Bœsenbiesen
- Bolsenheim
- Boofzheim
- Bootzheim
- Bossendorf
- Bourg-Bruche
- Bourgheim
- Bouxwiller
- Breitenau
- Breitenbach
- Breuschwickersheim
- La Broque
- Brumath
- Buswiller
- Buhl
- Burbach
- Bust
- Butten

## C
Châtenois
- Cleebourg
- Climbach
- Colroy-la-Roche
- Cosswiller
- Crastatt
- Crœttwiller

## D
Dachstein
- Dahlenheim
- Dalhunden
- Dambach
- Dambach-la-Ville
- Dangolsheim
- Daubensand
- Dauendorf
- Dehlingen
- Dettwiller
- Diebolsheim
- Diedendorf
- Dieffenbach-au-Val
- Dieffenbach-lès-Wœrth
- Dieffenthal
- Diemeringen
- Dimbsthal
- Dingsheim
- Dinsheim-sur-Bruche
- Domfessel
- Donnenheim
- Dorlisheim
- Dossenheim-Kochersberg
- Dossenheim-sur-Zinsel
- Drachenbronn-Birlenbach
- Drulingen
- Drusenheim
- Duntzenheim
- Duppigheim
- Durningen
- Durrenbach
- Durstel
- Duttlenheim

## E
Eberbach-Seltz
- Ebersheim
- Ebersmunster
- Eckartswiller
- Eckbolsheim
- Eckwersheim
- Eichhoffen
- Elsenheim
- Wangenbourg-Engenthal
- Engwiller
- Entzheim
- Epfig
- Erckartswiller
- Ergersheim
- Ernolsheim-Bruche
- Ernolsheim-lès-Saverne
- Erstein
- Eschau
- Eschbach
- Eschbourg
- Eschwiller
- Ettendorf
- Eywiller

## F
Fegersheim
- Fessenheim-le-Bas
- Flexbourg
- Forstfeld
- Forstheim
- Fort-Louis
- Fouchy
- Fouday
- Friedolsheim
- Friesenheim
- Frœschwiller
- Frohmuhl
- Furchhausen
- Furdenheim

## G
Gambsheim
- Geispolsheim
- Geiswiller
- Gerstheim
- Gertwiller
- Geudertheim
- Gingsheim
- Gœrlingen
- Gœrsdorf
- Gottenhouse
- Gottesheim
- Gougenheim
- Goxwiller
- Grandfontaine
- Grassendorf
- Grendelbruch
- Gresswiller
- Gries
- Griesheim-près-Molsheim
- Griesheim-sur-Souffel
- Gumbrechtshoffen
- Gundershoffen
- Gunstett
- Gungwiller

## H
Haegen
- Haguenau
- Handschuheim
- Hangenbieten
- Harskirchen
- Hatten
- Hattmatt
- Hegeney
- Heidolsheim
- Heiligenberg
- Heiligenstein
- Hengwiller
- Herbitzheim
- Herbsheim
- Herrlisheim
- Hessenheim
- Hilsenheim
- Hindisheim
- Hinsbourg
- Hinsingen
- Hipsheim
- Hirschland
- Hochfelden
- Hochstett
- Hœnheim
- Hœrdt
- Hoffen
- Hohatzenheim
- Hohengœft
- Hohfrankenheim
- Le Hohwald
- Holtzheim
- Hunspach
- Hurtigheim
- Huttendorf
- Huttenheim

## I
Ichtratzheim
- Illkirch-Graffenstaden
- Ingenheim
- Ingolsheim
- Ingwiller
- Innenheim
- Issenhausen
- Ittenheim
- Itterswiller
- Neugartheim-Ittlenheim

## J
Jetterswiller

## K
Kaltenhouse
- Kauffenheim
- Keffenach
- Kertzfeld
- Keskastel
- Kesseldorf
- Kienheim
- Kilstett
- Kindwiller
- Kintzheim
- Kirchheim
- Kirrberg
- Kirrwiller-Bosselshausen
- Kleingœft
- Knœrsheim
- Kogenheim
- Kolbsheim
- Krautergersheim
- Krautwiller
- Kriegsheim
- Kurtzenhouse
- Kuttolsheim
- Kutzenhausen

## L
Lalaye
- Lampertheim
- Lampertsloch
- Landersheim
- Langensoultzbach
- Laubach
- Lauterbourg
- Lembach
- Leutenheim
- Lichtenberg
- Limersheim
- Lingolsheim
- Lipsheim
- Littenheim
- Lixhausen
- Lobsann
- Lochwiller
- Lohr
- Lorentzen
- Lupstein
- Lutzelhouse

## M
Mackenheim
- Mackwiller
- Maennolsheim
- Maisonsgoutte
- Marckolsheim
- Marlenheim
- Marmoutier
- Matzenheim
- Meistratzheim
- Melsheim
- Memmelshoffen
- Menchhoffen
- Merkwiller-Pechelbronn
- Mertzwiller
- Mietesheim
- Minversheim
- Mittelbergheim
- Mittelhausbergen
- Mittelhausen
- Mittelschaeffolsheim
- Mollkirch
- Molsheim
- Mommenheim
- Monswiller
- Morsbronn-les-Bains
- Morschwiller
- Mothern
- Muhlbach-sur-Bruche
- Mulhausen
- Munchhausen
- Mundolsheim
- Mussig
- Muttersholtz
- Mutzenhouse
- Mutzig

## N
Natzwiller
- Neewiller-près-Lauterbourg
- Neubois
- Neugartheim-Ittlenheim
- Neuhaeusel
- Neuve-Église
- Neuviller-la-Roche
- Neuwiller-lès-Saverne
- Niederbronn-les-Bains
- Niederhaslach
- Niederhausbergen
- Niederlauterbach
- Niedermodern
- Niedernai
- Niederrœdern
- Niederschaeffolsheim
- Niedersoultzbach
- Niedersteinbach
- Nordheim
- Nordhouse
- Nothalten

## O
Obenheim
- Oberbronn
- Oberdorf-Spachbach
- Oberhaslach
- Oberhausbergen
- Oberhoffen-lès-Wissembourg
- Oberhoffen-sur-Moder
- Oberlauterbach
- Obermodern-Zutzendorf
- Obernai
- Oberrœdern
- Oberschaeffolsheim
- Obersoultzbach
- Obersteinbach
- Odratzheim
- Oermingen
- Offendorf
- Offwiller
- Ohlungen
- Ohnenheim
- Olwisheim
- Orschwiller
- Osthoffen
- Osthouse
- Ostwald
- Ottersthal
- Otterswiller
- Ottrott
- Ottwiller

## P
Petersbach
- La Petite-Pierre
- Pfaffenhoffen
- Pfalzweyer
- Pfettisheim
- Pfulgriesheim
- Plaine
- Plobsheim
- Preuschdorf
- Printzheim
- Puberg

## Q
Quatzenheim

## R
Rangen
- Ranrupt
- Ratzwiller
- Rauwiller
- Reichsfeld
- Reichshoffen
- Reichstett
- Reinhardsmunster
- Reipertswiller
- Retschwiller
- Reutenbourg
- Rexingen
- Rhinau
- Richtolsheim
- Riedseltz
- Rimsdorf
- Ringeldorf
- Ringendorf
- Rittershoffen
- Rœschwoog
- Rohr
- Rohrwiller
- Romanswiller
- Roppenheim
- Rosenwiller
- Rosheim
- Rossfeld
- Rosteig
- Rothau
- Rothbach
- Rott
- Rottelsheim
- Rountzenheim
- Russ

## S
Saales
- Saasenheim
- Saessolsheim
- Saint-Blaise-la-Roche
- Saint-Jean-Saverne
- Saint-Martin
- Saint-Maurice
- Saint-Nabor
- Saint-Pierre
- Saint-Pierre-Bois
- Salenthal
- Salmbach
- Sand
- Sarre-Union
- Sarrewerden
- Saulxures
- Saverne
- Schaeffersheim
- Schaffhouse-sur-Zorn
- Schaffhouse-près-Seltz
- Schalkendorf
- Scharrachbergheim-Irmstett
- Scheibenhard
- Scherlenheim
- Scherwiller
- Schillersdorf
- Schiltigheim
- Schirmeck
- Schirrhein
- Schirrhoffen
- Schleithal
- Schnersheim
- Schœnau
- Schœnbourg
- Schœnenbourg
- Schopperten
- Schweighouse-sur-Moder
- Schwenheim
- Schwindratzheim
- Schwobsheim
- Seebach
- Sélestat
- Seltz
- Sermersheim
- Sessenheim
- Siegen
- Siewiller
- Siltzheim
- Singrist
- Solbach
- Souffelweyersheim
- Soufflenheim
- Soultz-les-Bains
- Soultz-sous-Forêts
- Sparsbach
- Stattmatten
- Steige
- Steinbourg
- Steinseltz
- Still
- Stotzheim
- Straatsburg
- Struth
- Stundwiller
- Stutzheim-Offenheim
- Sundhouse
- Surbourg

## T
Thal-Drulingen
- Thal-Marmoutier
- Thanvillé
- Tieffenbach
- Traenheim
- Triembach-au-Val
- Trimbach
- Truchtersheim

## U
Uberach
- Uhlwiller
- Uhrwiller
- Urbeis
- Urmatt
- Uttenheim
- Uttenhoffen
- Uttwiller

## V
Valff
- La Vancelle
- Vendenheim
- Villé
- Vœllerdingen
- Volksberg

## W
Wahlenheim
- Walbourg
- La Walck
- Waldersbach
- Waldhambach
- Waldolwisheim
- Waltenheim-sur-Zorn
- Wangen
- Wangenbourg-Engenthal
- La Wantzenau
- Wasselonne
- Weinbourg
- Weislingen
- Weitbruch
- Weiterswiller
- Westhoffen
- Westhouse
- Westhouse-Marmoutier
- Weyer
- Weyersheim
- Wickersheim-Wilshausen
- Wildersbach
- Willgottheim
- Wilwisheim
- Wimmenau
- Windstein
- Wingen
- Wingen-sur-Moder
- Wingersheim
- Wintershouse
- Wintzenbach
- Wintzenheim-Kochersberg
- Wisches
- Wissembourg
- Witternheim
- Wittersheim
- Wittisheim
- Wiwersheim
- Wœrth
- Wolfisheim
- Wolfskirchen
- Wolschheim
- Wolxheim

## Z
Zehnacker
- Zeinheim
- Zellwiller
- Zinswiller
- Zittersheim
- Zœbersdorf